# Gemeindeverwaltungsverband „Raum Weinsberg“
Der Gemeindeverwaltungsverband „Raum Weinsberg“ ist ein Gemeindeverwaltungsverband (GVV) im Landkreis Heilbronn in Baden-Württemberg. Mitglieder des Verbandes sind die Stadt Weinsberg und ihre Nachbargemeinden Eberstadt, Ellhofen und Lehrensteinsfeld; der Sitz des Verbandes ist Weinsberg. Der Gemeindeverwaltungsverband übernimmt für die Mitgliedsgemeinden zahlreiche Aufgaben, entweder in deren Namen für die Mitgliedsgemeinden oder in eigener Zuständigkeit anstelle der Mitgliedsgemeinden. So ist er beispielsweise Träger der Nachbarschaftshauptschule in Weinsberg. Weitere Aufgaben sind u. a. Haushaltswesen, Bauwesen, Flächennutzungsplan, Kinder- und Jugendarbeit, Schulsozialarbeit, Sozialstation Raum Weinsberg, Gemeindlicher Vollzugsdienst, Waldwirtschaft, EDV.
Die Gründung des Verbandes wurde von den Mitgliedern am 21. Dezember 1971 vereinbart, als Alternative zur in der Gemeindereforms-Zielplanung des Landes Baden-Württemberg vorgesehenen Eingemeindung von Eberstadt, Ellhofen und Lehrensteinsfeld in die Stadt Weinsberg. Zum 1. Januar 1972 trat die Vereinbarung in Kraft. Die Gemeinden Gellmersbach, Grantschen und Wimmental wurden 1973/75 nach Weinsberg eingemeindet und so Teil des Verbandes.
Hauptorgan des Verbandes ist die zwei bis drei Mal im Jahr tagende Verbandsversammlung mit insgesamt 22 Mitgliedern, darunter die vier Bürgermeister und 18 weitere Mitglieder, die von den Gemeinderäten der Mitgliedsorte aus ihrer Mitte gewählt werden. Die Stadt Weinsberg stellt mit 11 Mitgliedern genau die Hälfte der Mitglieder in der Verbandsversammlung, die anderen drei Mitglieder die andere Hälfte (Eberstadt und Ellhofen jeweils vier, Lehrensteinsfeld drei). Diese Konstruktion stellt sicher, dass Weinsberg als größtes Mitglied im Verband weder alleine bestimmen noch überstimmt werden kann. Weitere Organe sind der aus den vier Bürgermeistern bestehende Verwaltungsrat, der u. a. für Angelegenheiten geringerer finanzieller Dimension zuständig ist, und der Verbandsvorsitzende (mit drei Stellvertretern). Verbandsvorsitzende ist seit 2024 die Weinsberger Bürgermeisterin Birgit Hannemann.